# Bourne (Massachusetts)
Bourne es un pueblo ubicado en el condado de Barnstable en el estado estadounidense de Massachusetts. En el Censo de 2010 tenía una población de 19.754 habitantes y una densidad poblacional de 144,29 personas por km².

## Geografía
Bourne se encuentra ubicado en las coordenadas 41°43′3″N 70°35′31″O / 41.71750, -70.59194. Según la Oficina del Censo de los Estados Unidos, Bourne tiene una superficie total de 136.9 km², de la cual 105.27 km² corresponden a tierra firme y (23.11%) 31.63 km² es agua.

## Demografía
Según el censo de 2010, había 19.754 personas residiendo en Bourne. La densidad de población era de 144,29 hab./km². De los 19.754 habitantes, Bourne estaba compuesto por el 93.48% blancos, el 1.52% eran afroamericanos, el 0.54% eran amerindios, el 1.18% eran asiáticos, el 0.04% eran isleños del Pacífico, el 1.05% eran de otras razas y el 2.18% pertenecían a dos o más razas. Del total de la población el 1.8% eran hispanos o latinos de cualquier raza.